# Margaretha van de Elzas
Margaretha van de Elzas (1145 — Brugge, 15 november 1194) was gravin van Vlaanderen van 1191 tot 1194.
Margaretha was een dochter van Sybille van Anjou en haar echtgenoot de Vlaamse graaf Diederik van de Elzas en een zuster van diens opvolger Filips van de Elzas. In 1160 was zij in het huwelijk getreden met Rudolf II van Vermandois maar omdat bleek dat hij lepra had is het huwelijk niet geconsummeerd en is het paar gescheiden. In 1169 trouwde ze met Boudewijn V, erfgenaam van Henegouwen en Namen.
Na de dood van haar kinderloze broer Filips werd Margaretha in 1191 erfgename van Vlaanderen, zodat zij en Boudewijn (als Boudewijn VIII van Vlaanderen) samen gravin en graaf van Vlaanderen werden, echter voor korte tijd, omdat zij reeds in 1194 overleed, waarna haar echtgenoot afstand deed van Vlaanderen ten voordele van hun zoon Boudewijn (IX). Door het overlijden van haar broer Filips werd ze eigenares van het kasteel van Wijnendale. Ze werd begraven in de niet meer bestaande Sint-Donaaskathedraal te Brugge.

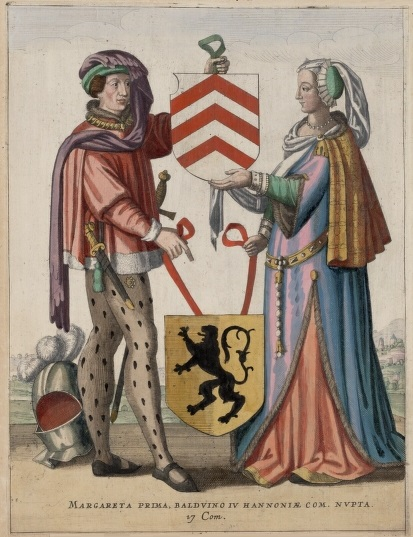
Gravin Margaretha met haar echtgenoot Boudewijn van Henegouwen (afbeelding uit Flandria illustrata, 1641)

Margaretha en Boudewijn kregen de volgende kinderen:
- Isabella, gravin van Valencijn, eerste echtgenote van koning Filips II van Frankrijk uitgehuwelijkt door haar oom Filips
- Boudewijn (IX), graaf van Vlaanderen en Henegouwen, keizer van het Latijnse Keizerrijk
- Yolande, gehuwd met Peter II van Courtenay, keizer het Latijnse Keizerrijk na Hendrik
- Filips, markgraaf van Namen
- Hendrik, keizer van het Latijnse Keizerrijk, als opvolger van Boudewijn
- Sibylle (1179-9 januari 1217), gehuwd met Guichard IV, heer van Beaujeu (-1216)
- Eustatius (ovl. na 1217), legeraanvoerder van Hendrik in het Latijnse Keizerrijk, gehuwd met Angelina, dochter van Michaël I Komnenos Doukas, heer van Epirus.

## Voorouders
| Voorouders van Margaretha van de Elzas | Voorouders van Margaretha van de Elzas                                             | Voorouders van Margaretha van de Elzas                                             | Voorouders van Margaretha van de Elzas                                             | Voorouders van Margaretha van de Elzas                                             | Voorouders van Margaretha van de Elzas                                 | Voorouders van Margaretha van de Elzas                                 | Voorouders van Margaretha van de Elzas                                     | Voorouders van Margaretha van de Elzas                                     |
| -------------------------------------- | ---------------------------------------------------------------------------------- | ---------------------------------------------------------------------------------- | ---------------------------------------------------------------------------------- | ---------------------------------------------------------------------------------- | ---------------------------------------------------------------------- | ---------------------------------------------------------------------- | -------------------------------------------------------------------------- | -------------------------------------------------------------------------- |
| Overgrootouders                        | Gerard van Lotharingen (1030-1070) ∞ Hedwig Van Namen (?-?)                        | Gerard van Lotharingen (1030-1070) ∞ Hedwig Van Namen (?-?)                        | Robrecht I de Fries (ca. 1029-1093) ∞ Geertruida van Saksen (1033-1113)            | Robrecht I de Fries (ca. 1029-1093) ∞ Geertruida van Saksen (1033-1113)            | Fulco IV van Anjou (1043-1109) ∞ Bertrada van Montfort (1070-1117)     | Fulco IV van Anjou (1043-1109) ∞ Bertrada van Montfort (1070-1117)     | Eli I van Maine (1060-1110) ∞ Mathilde van Château-du-Loir (ca. 1055-1099) | Eli I van Maine (1060-1110) ∞ Mathilde van Château-du-Loir (ca. 1055-1099) |
| Grootouders                            | Diederik II van Lotharingen (ca. 1050-1115) ∞ Gertrudis van Vlaanderen (1080-1117) | Diederik II van Lotharingen (ca. 1050-1115) ∞ Gertrudis van Vlaanderen (1080-1117) | Diederik II van Lotharingen (ca. 1050-1115) ∞ Gertrudis van Vlaanderen (1080-1117) | Diederik II van Lotharingen (ca. 1050-1115) ∞ Gertrudis van Vlaanderen (1080-1117) | Fulco V van Anjou (1091-1143) ∞ Ermengarde van Maine (1096-1126)       | Fulco V van Anjou (1091-1143) ∞ Ermengarde van Maine (1096-1126)       | Fulco V van Anjou (1091-1143) ∞ Ermengarde van Maine (1096-1126)           | Fulco V van Anjou (1091-1143) ∞ Ermengarde van Maine (1096-1126)           |
| Ouders                                 | Diederik van de Elzas (1100-1168) ∞ 1139 Sybille van Anjou (1116-1165)             | Diederik van de Elzas (1100-1168) ∞ 1139 Sybille van Anjou (1116-1165)             | Diederik van de Elzas (1100-1168) ∞ 1139 Sybille van Anjou (1116-1165)             | Diederik van de Elzas (1100-1168) ∞ 1139 Sybille van Anjou (1116-1165)             | Diederik van de Elzas (1100-1168) ∞ 1139 Sybille van Anjou (1116-1165) | Diederik van de Elzas (1100-1168) ∞ 1139 Sybille van Anjou (1116-1165) | Diederik van de Elzas (1100-1168) ∞ 1139 Sybille van Anjou (1116-1165)     | Diederik van de Elzas (1100-1168) ∞ 1139 Sybille van Anjou (1116-1165)     |
| Margaretha van de Elzas (1145-1194)    |                                                                                    |                                                                                    |                                                                                    |                                                                                    |                                                                        |                                                                        |                                                                            |                                                                            |